# Братская могила 97-и советских воинов (Кривой Рог)
Братская могила 97-и советских воинов — памятник Великой Отечественной войны в Центрально-Городском районе города Кривой Рог Днепропетровской области.

## История
22 февраля 1944 года частями 46-й армии был освобождён район кирпичного завода в городе Кривой Рог. В братской могиле похоронены воины-освободители, преимущественно танкисты 23-го танкового корпуса генерала Ефима Пушкина и бойцы 4-й гвардейской стрелковой дивизии полковника Кухаренко. Во время операции по освобождению города военнослужащие упомянутых подразделений помогали пленным лагеря № 338. В феврале 1944 года создано погребение.
В 1956 году на месте захоронения установлена памятная кирпичная тумба.
8 августа 1970 года, решением № 618 Днепропетровского облисполкома, памятник был взят на государственный учёт под охранным номером 1658.
В 1994 году проведена реконструкция — установлен барельеф «Скорбящая мать» авторства скульптора Константина Козловского.

## Характеристика
Расположена по улице Неруды, 3, возле домов бывшего военного городка № 1, в Центрально-Городском районе города.
Братская могила в виде двух цветников шириной 1,7 м и длиной 5 м каждый, соединённых с задней стороны композицией шириной 2,1 м и длиной 2,8 м. Общая площадь объекта 32,62 м².
На 6-гранном пьедестале размерами 0,64×1,1×0,37 м установлен железобетонный барельеф «Скорбящая мать» размерами 3×1,1×0,37 м. Скульптура в виде женской фигуры в платье с открытыми рукавами и накидкой, с платком, поддерживаемом правой рукой, и  лавровой ветвью в опущенной левой руке. Фигурная композиция выше колен в полуоборота в полусферическом углублении.
Перед пьедесталом установлена памятная гипсовая прямоугольная плита размерами 1,54×1,1 м, на которой размещены девять известных имён погибших.
Территория объекта имеет форму перевёрнутой буквы «Т» со сторонами 2,9×2,8 м.
По состоянию на 2017 год установлены данные о 9 погибших воинах.